# Sudoeste (revista)
Sudoeste : cadernos de Almada Negreiros resultou de um projeto individualista levado a cabo por Almada Negreiros (como sugere o subtítulo da revista), em colaboração com Dário Martins, que coloca os seus conhecimentos nas várias formas de intervenção direta, contatos e influencias nesta publicação periódica. Dos três números publicados, os dois primeiros refletem o seu pensamento através de ensaios e textos que partem dos mesmos pressupostos teóricos: a Vida entendida como união construtiva entre todos os indivíduos. Exacerba também o valor da Criatividade como valência indispensável em todas as áreas de atuação, da arte à economia e política, condenando, de forma menos objetiva, qualquer elemento castrador que anule tal potencial.
Já o seu terceiro número varia relativamente aos primeiros na medida em que adopta os colaboradores da revista Presença e da extinta Orpheu, nomeadamente: Fernando Pessoa, Mário de Sá-Carneiro, Luís de Montalvor, Raul Leal, Alfredo Guisado, Alvaro de Campos, João Gaspar Simões, José Régio, Adolfo Casais Monteiro, Saúl Dias, Carlos Queirós, Carlos Ramos, Pardal Monteiro, Mário Saa; além de duas ilustrações de Sara Afonso e Mário Eloy. Não chegou a publicar-se o quarto número.